# 薩巴
薩巴是加勒比海的一个岛屿，該島位處西印度群島中維京群島的東南方，原屬荷屬安的列斯，現為荷蘭的一个特别市（正式名称是“公共實體”），與同為荷蘭特別市的博奈尔和聖尤斯特歇斯合稱為「BES群島」。首府是博托姆。立法机关是萨巴岛屿委员会。
島嶼面積13平方公里，主要由海拔 887公尺高的活火山西内里山組成。因為荷蘭地理具有低窪的特色，該火山也因此成為整個荷蘭王國的地理最高點。截至 2020 年 1 月，人口有 1,933人，人口密度為每平方公里 148 人，是全美洲擁有常住人口最少的區域。全島城鎮和主要定居點是在首府博托姆、溫沃德賽德、宰恩斯希爾、圣约翰斯。

## 历史
早在公元前1100 年，西波內人就已經居住在薩巴島。後來，大約在公元 800 年，來自南美洲的阿拉瓦克人在島上定居。
據說哥倫布於1493年11月13日（星期六）航經沙巴，因為礁岩地形險惡沒有登陸，但該島Saba因此得名。於17世紀，英國、法國、荷蘭等殖民國家，都曾派有人員登陸該島的紀錄。在 1640 年代，鄰島聖尤斯特歇斯的荷蘭總督派遣數個家庭登島，他們代表荷蘭西印度公司定居殖民該島，但其後一度受到英國牙買加總督的驅離。一直到1816年，該島才為荷蘭王國所完全控制。
在 17 、18 世紀，沙巴島的產業主要是荷蘭人的種植園，經濟作物有蔗糖、靛藍、蘭姆酒，以及漁業。荷蘭人並從非洲進口奴隸[7]，在種植園擔任勞役工作。由於海岸險峻，當時的荷屬沙巴島也是加勒比海海盜及走私者的經常藏身之處。18世紀，加勒比海合法航海與貿易的環境逐漸成形，島民開始出海，與周邊島嶼有貿易行為。在此之後，島上許多男性居民長期出海，不在島上，因此該島被外界稱為「婦女之島」[8] 。同期間，一種西班牙式針線活稱為沙巴蕾絲 (Saba lace) 由委內瑞拉引進，成為島上婦女製作的經濟生產品，後來透過海上貿易，也成為19世紀末該島的重要收入來源。
1943 年，沙巴島開始修建公路，改善島上的交通。1963 年建立機場、 1972 年建立碼頭供遊船使用，觀光旅遊業因此逐漸發展，成為目前沙巴經濟的重要支柱。
沙巴於2004年11月日舉行公民投票，島內86.05％人口選擇未來前途與荷蘭有更緊密的聯繫。2010 年荷屬安的列斯群島解散，沙巴島改屬成為荷蘭王國的特別自治市。

## 地理

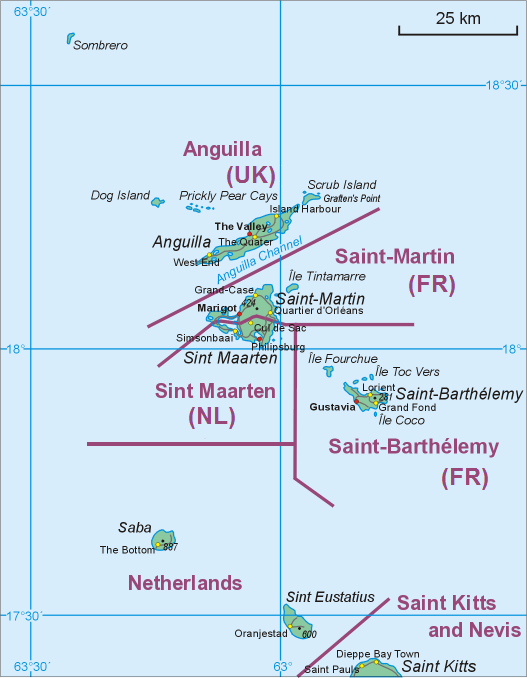
薩巴島位置图，東北为荷属圣马丁（Sint Maarten）、東南為聖尤斯特歇斯（Sint Eustatius），以上三島與博奈尔和庫拉索原合稱荷屬安的列斯群島，現已分別成為荷蘭的构成國或特別市。

薩巴島是一個小島，面積 13 平方公里（5.0 平方英里），大致呈圓形。它位於聖尤斯特歇斯的西北部，聖巴泰勒米和聖馬丁的西南部。地形通常是多山的，在島中心的西內里山中是島上最高點。另外在北海岸附近有一個小島的綠島。
薩巴火山是小安的列斯火山弧島鏈中最北端的潛在活火山。西內里山海拔 887 米（2,910 英尺），也是荷蘭王國境內的最高點。該島由一座菱形火山組成，東西長 4.6 公里（2.9 英里），南北長 4.0 公里（2.5 英里）。薩巴島上最古老的岩石大約有 40 萬年的歷史，最近的噴發發生在 1630 年代。1995 年至 1997 年期間，當地地震活動增加與該島西北和東南海岸溫泉溫度升高 7-12°C（13-22°F）有關。
薩巴島的海岸線主要是 100 米（330 英尺）或更高的碎石和岩石峭壁，沒有永久性海灘。陡峭的地形和陡峭的懸崖幾乎直接下降到海洋邊緣，阻止了紅樹林沼澤或大量植被的形成。島嶼周圍的懸崖上有八個海灣；Cove Bay、Spring Bay、Core Gut Bay、堡灣（島上唯一港口的位置）、Tent Bay、梯子灣、Wells Bay 和 Cave of Rum Bay。這個島的海岸線是已被國際鳥盟定為重點鳥區。薩巴是大約六十種鳥類的家園，其中許多是海鳥，它們利用陡峭懸崖和兩個小島的洞口和縫隙在島周圍的水域繁殖和覓食。薩巴島的海岸線是加勒比地區最大的紅嘴熱帶鳥繁殖地的所在地。奧杜邦海鷗( Puffinus lherminieri ) 是另一種常見的鳥類，是薩巴島的國鳥，也出現在他們的紋章上。
該島西南約 4.3 公里（2.7 英里）處是薩巴岸的東北邊緣，這是大西洋中最大的海底環礁，生物多樣性特別豐富。Saba Bank 位於海山的頂端，是主要的漁場，尤其是龍蝦。

## 社會
2017 年，薩巴人口為 2,010 人。薩巴面積小，導致島嶼家庭的數量相當少，他們的姓氏可以追溯到大約六個家庭。最多的是哈塞爾、約翰遜和艾爾；這三個名字為薩巴 30% 以上的人口所共有。
大多數家庭的血統是非洲人、荷蘭人、英國人和蘇格蘭人的混合。
從歷史上看，薩巴島在該地區爭奪權力的許多歐洲國家之間進行交易。來自非洲的奴隸也被進口到薩巴島工作。近年來，薩巴已經成為大量外籍人士的家園，大約有 250 名移民在薩巴大學醫學院擔任學生或教師。

### 語言
儘管該島屬於荷蘭，但英語是島上的主要語言，自 19 世紀以來一直在其學校系統中使用。只有 32% 的人口使用荷蘭語。英語是薩巴學校的唯一教學語言。
薩巴英語是維爾京群島克里奧爾英語的一種形式，是當地的方言。

### 宗教
薩巴島主要宗教是基督教。主要教派為天主教45%、無教派18%、其他教派11%、英國國教9%、福音派4% 和五旬節派4%；至少 6% 的人口是穆斯林。

### 教育與健康
薩巴是薩巴大學醫學院的所在地，該學院由美國僑民與荷蘭政府協調建立。學校在上課時增加了 400 多名居民，是主要的教育景點。AM Edwards 醫療中心是當地居民醫療保健的主要提供者。

### 同性婚姻
在薩巴島，在允許同性伴侶於 2012 年 10 月 10 日結婚的法律生效後，婚姻對同性和異性伴侶開放。2012 年 12 月 4 日，一名荷蘭男子和一名委內瑞拉男子在薩巴島舉行了第一次同性婚姻，他們都本來居住在阿魯巴，但那裡不允許同性婚姻。

## 經濟
自 2011 年以來，美元取代了荷屬安的列斯盾成為官方貨幣。
薩巴島的農業主要是牲畜和蔬菜，尤其是馬鈴薯。薩巴蕾絲至今仍在島上生產。

### 旅遊
旅遊業現在對島上經濟的貢獻超過任何其他部門。每年約有25,000名遊客。薩巴島有許多旅館、旅館、出租小屋和餐館。薩巴島被稱為加勒比地區的“未受破壞的女王”。薩巴島以其生態旅遊而聞名，這裡的水肺潛水、登山和遠足都非常出色。
島上有胡安喬·E·伊勞斯金機場，提供航班來往附近的島嶼如聖馬丁和聖尤斯特歇斯。也有從聖馬丁島出發的渡輪服務；渡輪“Dawn II ~ The Saba Ferry”和“The Edge”每週都前往沙巴島 3 次。此外，還有私人船隻的錨地。
在薩巴島的水域中發現了大約 150 種魚類。1987 年，薩巴島周圍的水域被定為薩巴島國家海洋公園，並受政府監管以保護珊瑚礁和其他海洋生物。

### 運輸
有一條主要道路，稱為“The Road”。它的建設是由約瑟夫斯蘭伯特哈塞爾策劃的，他與荷蘭和瑞士工程師的觀點相反，認為可以建造一條道路。他參加了土木工程的函授課程，並於 1938 年開始與一群當地人一起修路。
經過五年的工作，從堡灣到博托姆的第一段路已經完工。直到 1947 年，第一輛汽車才出現。1951年，通往溫沃德賽德和聖約翰斯 (薩巴)的開始修築公路，1958年，公路竣工。駕駛“The Road”被認為是一項艱鉅的任務，溫沃德賽德的彎道極難通過。城鎮的限速為每小時 20 公里（12 英里/小時），城鎮以外的限速為每小時 40 公里（25 英里/小時）。
1963 年，薩巴居民建造了胡安喬·E·伊勞斯金機場。機場內長度 400 米（1,300 英尺）的起降跑道被譽為世界上最短的商業跑道，並且受到限制。只有訓練有素的飛行員才可以駕駛如哈維蘭加拿大DHC-6和島民飛機等型號客機，以及直升機才能降落在那裡。
1972 年，在堡灣建成了一個碼頭以進入該島。並提供往返荷屬聖馬丁的渡輪服務。

### 能源
與許多加勒比島嶼一樣，薩巴島依賴進口化石燃料，這使其容易受到直接受到全球石油價格波動的影響。電力供應依賴柴油發電廠來滿足島上 60% 的需求。
根據低排放發展戰略全球夥伴關係 (LEDS GP)的一份報告，薩巴島政府決定將該島轉變為 100% 的可持續能源，以最終消除對化石燃料發電的依賴。這項新能源政策由“2014-2020 年社會發展計劃”和“薩巴島能源部門戰略”定義。中期目標是到 2017 年實現 20% 的可再生電力，已於 2018 年實現；到 2020 年達到 40%，預計到 2019 年 3 月將達到目標。

## 參见
- 荷蘭加勒比區